# Steven E. Jones
Steven Earl Jones, född 25 mars 1949, är en amerikansk fysiker som under största delen av sin karriär främst var känd för sin forskning inom fusion. Under hösten 2006, under stor uppståndelse, blev han fråntagen sin tjänst på Brigham Young University. Detta efter att han publicerat kontroversiella artiklar angående kollapsen av World Trade Center. Teori som framfördes, med omstridda bevis, är att kollapsen av World Trade Center var en kontrollerad rivning. 

## Utbildning
1973 tog Jones en Kandidatexamen i fysik, magna cum laude, från Brigham Young University. Därefter en Doktorsexamen från Vanderbilt University, även den i fysik 1978. Sina doktorandstudier genomförde han vid Stanford Linear Accelerator och sina postdoktorala vid Cornell University och Los Alamos Meson Physics Facility.

## Utmärkelser och priser
- 1968, David O. McKay Scholarship at BYU; National Merit Scholar[1]
- 1973-1978 Tuition Scholarship and Research Fellowship at Vanderbilt University
- 1989 Outstanding Young Scholar Award (BYU); Best of What's New for 1989 (Popular Science); Creativity Prize (Japanese Creativity Society)
- 1990 BYU Young Scholar Award; Annual Lecturer, BYU Chapter of Sigma Xi